# Temporada 2022 del fútbol colombiano
La Temporada 2022 del fútbol colombiano abarca todas las actividades relativas a campeonatos de fútbol profesional, nacionales e internacionales, disputados por clubes colombianos, y por las selecciones nacionales de este país en sus diversas categorías.

## Torneos locales

### Categoría Primera A

#### Torneo Apertura
- Final

| Fecha                                                              | Ciudad   | Equipo local      | Resultado | Equipo visitante  |
| ------------------------------------------------------------------ | -------- | ----------------- | --------- | ----------------- |
| 22 de junio                                                        | Medellín | Atlético Nacional | 3 : 1     | Deportes Tolima   |
| 26 de junio                                                        | Ibagué   | Deportes Tolima   | 2 : 1     | Atlético Nacional |
| Atlético Nacional se coronó campeón con un marcador global de 4:3. |          |                   |           |                   |

|                                       |
| Bandera de Colombia                   |
| Campeón Atlético Nacional 17.º título |

#### Torneo Finalización
- Final

| Fecha | Ciudad   | Equipo local           | Resultado      | Equipo visitante       |
| --- | -------- | ---------------------- | -------------- | ---------------------- |
| 4 de diciembre | Medellín | Independiente Medellín | 1 : 1          | Deportivo Pereira      |
| 7 de diciembre | Pereira  | Deportivo Pereira      | 0 : 0 (4:3 p.) | Independiente Medellín |
| Deportivo Pereira se coronó campeón con un marcador global de 1:1 y ganando 4:3 en los tiros desde el punto penal. |          |                        |                |                        |

|                                       |
| Bandera de Colombia                   |
| Campeón Deportivo Pereira 1.er título |

#### Tabla de reclasificación
En la tabla de reclasificación se lleva a cabo la sumatoria de puntos de los clubes en todos los partidos de los dos torneos de primera división —el Apertura y el Finalización (incluyendo fases finales)—, con el objetivo de definir los equipos clasificados de Colombia a los torneos internacionales de Conmebol para el siguiente año. Los cupos a torneos internacionales se distribuyeron de la siguiente manera:
- Copa Libertadores: Colombia 1 y Colombia 2 (que clasificaron directamente a la fase de grupos) correspondieron a los campeones del Apertura 2022 y Finalización 2022, respectivamente. El cupo de Colombia 3 lo tomó el equipo mejor ubicado en la reclasificación (no campeón de Apertura, Finalización o Copa Colombia) y Colombia 4 fue para el campeón de la Copa Colombia 2022. Colombia 3 y Colombia 4 iniciarán su participación en la segunda fase.
- Copa Sudamericana: Colombia 1, Colombia 2, Colombia 3 y Colombia 4 fueron a los cuatro siguientes clubes mejor ubicados en la tabla de reclasificación (no campeones de Apertura, Finalización o Copa Colombia), respectivamente. Los cuatro clasificados empezarán el torneo desde la primera fase.

Nota: En caso de que hubiera un mismo campeón en los torneos Apertura y Finalización, a la Copa Libertadores irían el 1° y 2° en reclasificación no campeones de liga o copa. De otra forma, si hubiera un mismo campeón en ambas ligas del año y el campeón de la Copa Colombia 2022 fuera el equipo mejor ubicado en la reclasificación no campeón, este último clasificaría a la Copa Libertadores como Colombia 2 y los cupos restantes serían otorgados a los siguientes equipos mejor ubicados en la reclasificación. Por último, si uno de los campeones del torneo Apertura o Finalización quedara campeón de la Copa Colombia 2022, el cupo Colombia 4 de la Copa Libertadores lo tomaría el segundo mejor ubicado en la reclasificación no campeón.

Esta tabla también sirve para definir los equipos que disputarán las fases I y IV de la Copa Colombia 2023.
| Pos. | Equipo                 | Pts. | PJ | G  | E  | P  | GF | GC | Dif. |  |
| ---- | ---------------------- | ---- | -- | -- | -- | -- | -- | -- | ---- |  |
| 1    | Millonarios (CC)       | 91   | 52 | 26 | 13 | 13 | 64 | 40 | +24  |  |
| 2    | Independiente Medellín | 91   | 54 | 25 | 16 | 13 | 71 | 51 | +20  |  |
| 3    | Deportes Tolima (SL)   | 82   | 48 | 23 | 13 | 12 | 62 | 42 | +20  |  |
| 4    | Atlético Nacional (A)  | 81   | 48 | 21 | 18 | 9  | 71 | 48 | +23  |  |
| 5    | Junior                 | 72   | 52 | 21 | 9  | 22 | 64 | 57 | +7   |  |
| 6    | Santa Fe               | 70   | 46 | 19 | 13 | 14 | 62 | 61 | +1   |  |
| 7    | Deportivo Pereira (F)  | 69   | 48 | 19 | 12 | 17 | 61 | 57 | +4   |  |
| 8    | Águilas Doradas        | 68   | 46 | 18 | 14 | 14 | 49 | 48 | +1   |  |
| 9    | La Equidad             | 67   | 46 | 16 | 19 | 11 | 56 | 51 | +5   |  |
| 10   | Atlético Bucaramanga   | 65   | 46 | 19 | 8  | 19 | 58 | 58 | 0    |  |
| 11   | Deportivo Pasto        | 62   | 46 | 16 | 14 | 16 | 46 | 49 | −3   |  |
| 12   | América de Cali        | 58   | 46 | 14 | 16 | 16 | 45 | 45 | 0    |  |
| 13   | Envigado F. C.         | 58   | 46 | 15 | 13 | 18 | 46 | 55 | −9   |  |
| 14   | Once Caldas            | 56   | 40 | 13 | 17 | 10 | 39 | 36 | +3   |  |
| 15   | Jaguares               | 47   | 40 | 12 | 11 | 17 | 40 | 49 | −9   |  |
| 16   | Alianza Petrolera      | 46   | 40 | 11 | 13 | 16 | 46 | 52 | −6   |  |
| 17   | Unión Magdalena        | 40   | 40 | 10 | 10 | 20 | 31 | 56 | −25  |  |
| 18   | Patriotas              | 36   | 40 | 8  | 12 | 20 | 40 | 51 | −11  |  |
| 19   | Deportivo Cali         | 34   | 40 | 7  | 13 | 20 | 36 | 59 | −23  |  |
| 20   | Cortuluá               | 31   | 40 | 7  | 10 | 23 | 33 | 55 | −22  |  |

 Fuente: Dimayor
|  | Clasificado a la Fase de grupos de la Copa Libertadores 2023. |
|  | Clasificado a la Segunda fase de la Copa Libertadores 2023.   |
|  | Clasificado a la Primera fase de la Copa Sudamericana 2023.   |

| (A)  | Campeón del Torneo Apertura 2022.         |
| (F)  | Campeón del Torneo Finalización 2022.     |
| (CC) | Campeón de la Copa Colombia 2022.         |
| (SL) | Campeón de la Superliga de Colombia 2022. |

##### Representantes en competición internacional
| Clasificado como | Copa Libertadores 2023 | Copa Sudamericana 2023 |
| ---------------- | ---------------------- | ---------------------- |
| Colombia 1       | Atlético Nacional      | Deportes Tolima        |
| Colombia 2       | Deportivo Pereira      | Junior                 |
| Colombia 3       | Independiente Medellín | Santa Fe               |
| Colombia 4       | Millonarios            | Águilas Doradas        |

#### Tabla del descenso
Los ascensos y descensos en el fútbol colombiano se definen por la Tabla del descenso, la cual promedia las campañas de los equipos en los últimos seis campeonatos. Los puntos de la tabla se obtienen de la división del puntaje total entre partidos jugados, únicamente en la fase de todos contra todos. Para el descenso a la Primera B al final del año 2022, se tendrán en cuenta los torneos 2020, 2021-I, 2021-II, 2022-I y 2022-II. Como principal novedad, por primera vez los equipos ascendidos desde la Primera B arrancaron su promedio desde cero, sin heredar el promedio del último clasificado de la temporada anterior en la Primera A.
| Pos. | Equipos                | PJ | GF | GC | Dif. | Pts. | Prom. |
| ---- | ---------------------- | -- | -- | -- | ---- | ---- | ----- |
| 20.  | Cortuluá (D)           | 40 | 33 | 55 | −22  | 31   | 0.78  |
| 19.  | Patriotas (D)          | 98 | 40 | 51 | −11  | 88   | 0.9   |
| 18.  | Unión Magdalena        | 40 | 31 | 56 | −25  | 40   | 1     |
| 17.  | Alianza Petrolera      | 98 | 46 | 52 | −6   | 102  | 1.04  |
| 16.  | Jaguares               | 98 | 40 | 49 | −9   | 116  | 1.18  |
| 15.  | Once Caldas            | 98 | 39 | 36 | 3    | 122  | 1.24  |
| 14.  | Deportivo Pereira      | 98 | 47 | 47 | 0    | 124  | 1.27  |
| 13.  | Envigado F. C.         | 98 | 44 | 43 | 1    | 124  | 1.27  |
| 12.  | Deportivo Pasto        | 98 | 40 | 43 | −3   | 127  | 1.3   |
| 11.  | Águilas Doradas        | 98 | 40 | 41 | −1   | 128  | 1.31  |
| 10.  | Deportivo Cali         | 98 | 36 | 59 | −23  | 130  | 1.33  |
| 9.   | Atlético Bucaramanga   | 98 | 53 | 50 | 3    | 131  | 1.34  |
| 8.   | Independiente Medellín | 98 | 55 | 44 | 11   | 139  | 1.42  |
| 7.   | América de Cali        | 98 | 41 | 36 | 7    | 145  | 1.48  |
| 6.   | La Equidad             | 98 | 49 | 43 | 6    | 145  | 1.48  |
| 5.   | Junior                 | 98 | 54 | 40 | 14   | 158  | 1.61  |
| 4.   | Santa Fe               | 98 | 54 | 52 | 2    | 159  | 1.62  |
| 3.   | Deportes Tolima        | 98 | 52 | 36 | 16   | 169  | 1.72  |
| 2.   | Millonarios            | 98 | 52 | 30 | 22   | 173  | 1.77  |
| 1.   | Atlético Nacional      | 98 | 57 | 40 | 17   | 177  | 1.81  |

Fuente: Web oficial de Dimayor
| (D) | Descenso a la Categoría Primera B para la temporada 2023. |

##### Cambios de categoría
|  | Cortuluá Patriotas |

|  | Boyacá Chicó Atlético Huila |

### Liga Profesional Femenina
- Final

| Fecha                                                            | Ciudad  | Equipo local    | Resultado | Equipo visitante |
| ---------------------------------------------------------------- | ------- | --------------- | --------- | ---------------- |
| 2 de junio                                                       | Palmira | Deportivo Cali  | 2 : 1     | América de Cali  |
| 5 de junio                                                       | Cali    | América de Cali | 3 : 1     | Deportivo Cali   |
| América de Cali se coronó campeón con un marcador global de 4:3. |         |                 |           |                  |

|                                    |
| Bandera de Colombia                |
| Campeón América de Cali 2.º título |

### Categoría Primera B
- Gran Final

| Fecha                                                                                   | Ciudad | Equipo local   | Resultado | Equipo visitante |
| --------------------------------------------------------------------------------------- | ------ | -------------- | --------- | ---------------- |
| 18 de noviembre                                                                         | Neiva  | Atlético Huila | 0 : 2     | Boyacá Chicó     |
| 21 de noviembre                                                                         | Tunja  | Boyacá Chicó   | 1 : 0     | Atlético Huila   |
| Boyacá Chicó se coronó campeón y ascendió a la Primera A con un marcador global de 3:0. |        |                |           |                  |

|                                  |
| Bandera de Colombia              |
| Campeón Boyacá Chicó 3.er título |

- Repechaje

| Fecha                                                                                 | Ciudad  | Equipo local     | Resultado | Equipo visitante |
| ------------------------------------------------------------------------------------- | ------- | ---------------- | --------- | ---------------- |
| 25 de noviembre                                                                       | Neiva   | Atlético Huila   | 2 : 0     | Deportes Quindío |
| 29 de noviembre                                                                       | Armenia | Deportes Quindío | 1 : 0     | Atlético Huila   |
| Atlético Huila ganó la serie con un marcador global de 2:1 y ascendió a la Primera A. |         |                  |           |                  |

### Copa Colombia
| Fecha                                                        | Ciudad       | Equipo local | Resultado | Equipo visitante |
| ------------------------------------------------------------ | ------------ | ------------ | --------- | ---------------- |
| 28 de septiembre                                             | Barranquilla | Junior       | 1 : 0     | Millonarios      |
| 2 de noviembre                                               | Bogotá       | Millonarios  | 2 : 0     | Junior           |
| Millonarios se coronó campeón con un marcador global de 2:1. |              |              |           |                  |

|                                 |
| Bandera de Colombia             |
| Campeón Millonarios 3.er título |

### Superliga de Colombia
| Fecha                                                            | Ciudad  | Equipo local    | Resultado | Equipo visitante |
| ---------------------------------------------------------------- | ------- | --------------- | --------- | ---------------- |
| 9 de febrero                                                     | Palmira | Deportivo Cali  | 1 : 1     | Deportes Tolima  |
| 23 de febrero                                                    | Ibagué  | Deportes Tolima | 1 : 0     | Deportivo Cali   |
| Deportes Tolima se coronó campeón con un marcador global de 2:1. |         |                 |           |                  |

|                                     |
| Bandera de Colombia                 |
| Campeón Deportes Tolima 1.er título |

### Torneos de carácter aficionado

#### Categoría Primera C
| Fecha | Ciudad     | Equipo local | Resultado      | Equipo visitante |
| --- | ---------- | ------------ | -------------- | ---------------- |
| 3 de diciembre                                                                                                | Valledupar | Equipo Azul  | 2 : 1          | Total Soccer     |
| 10 de diciembre                                                                                               | Medellín   | Total Soccer | 2 : 1 (5:4 p.) | Equipo Azul      |
| Total Soccer se coronó campeón con un marcador global de 3:3 y ganando 5:4 en los tiros desde el punto penal. |            |              |                |                  |

|                                  |
| Bandera de Colombia              |
| Campeón Total Soccer 1.er título |

### Torneos de carácter formativo

#### Supercopa Juvenil FCF
- Final

| Fecha                                                           | Ciudad   | Equipo local     | Resultado | Equipo visitante |
| --------------------------------------------------------------- | -------- | ---------------- | --------- | ---------------- |
| 12 de noviembre                                                 | Envigado | Envigado F. C.   | 1 : 0     | Cúcuta Deportivo |
| 26 de noviembre                                                 | Cúcuta   | Cúcuta Deportivo | 0 : 2     | Envigado F. C.   |
| Envigado F. C. se coronó campeón con un marcador global de 3:0. |          |                  |           |                  |

|                                    |
| Bandera de Colombia                |
| Campeón Envigado F. C. 1.er título |

## Torneos internacionales

### Copa Libertadores
| Equipo            | Fase final               | Pts. | PJ | PG | PE | PP | GF | GC | Dif. | Rend.  |
| ----------------- | ------------------------ | ---- | -- | -- | -- | -- | -- | -- | ---- | ------ |
| Deportes Tolima   | Octavos de final         | 11   | 8  | 3  | 2  | 3  | 11 | 17 | –6   | 45,8 % |
| Deportivo Cali    | Fase de grupos (Grupo E) | 8    | 6  | 2  | 2  | 2  | 7  | 4  | 3    | 44,4 % |
| Atlético Nacional | Fase 2                   | 1    | 2  | 0  | 1  | 1  | 2  | 4  | −2   | 16,7 % |
| Millonarios       | Fase 2                   | 0    | 2  | 0  | 0  | 2  | 1  | 4  | −3   | 0 %    |

### Copa Libertadores Femenina
| Equipo          | Fase final    | Pts. | PJ | PG | PE | PP | GF | GC | Dif. | Rend.  |
| --------------- | ------------- | ---- | -- | -- | -- | -- | -- | -- | ---- | ------ |
| América de Cali | Tercer puesto | 13   | 6  | 4  | 1  | 1  | 17 | 3  | 14   | 72,2 % |
| Deportivo Cali  | Cuarto puesto | 13   | 6  | 4  | 1  | 1  | 17 | 10 | 7    | 72,2 % |

### Copa Sudamericana
| Equipo                 | Fase final               | Pts. | PJ | PG | PE | PP | GF | GC | Dif. | Rend.  |
| ---------------------- | ------------------------ | ---- | -- | -- | -- | -- | -- | -- | ---- | ------ |
| Deportivo Cali         | Octavos de final         | 1    | 2  | 0  | 1  | 1  | 1  | 2  | –1   | 16,7 % |
| Junior                 | Fase de grupos (Grupo H) | 14   | 8  | 4  | 2  | 2  | 13 | 9  | 4    | 58,3 % |
| Independiente Medellín | Fase de grupos (Grupo E) | 8    | 8  | 2  | 2  | 4  | 11 | 14 | −3   | 33,3 % |
| América de Cali        | Primera fase             | 3    | 2  | 1  | 0  | 1  | 3  | 3  | 0    | 50 %   |
| La Equidad             | Primera fase             | 1    | 2  | 0  | 1  | 1  | 1  | 3  | −2   | 16,7 % |

### Copa Libertadores Sub-20
| Equipo      | Fase final     | Pts. | PJ | PG | PE | PP | GF | GC | Dif. | Rend.  |
| ----------- | -------------- | ---- | -- | -- | -- | -- | -- | -- | ---- | ------ |
| Millonarios | Fase de grupos | 6    | 3  | 2  | 0  | 1  | 3  | 3  | 0    | 66,7 % |

## Selección nacional masculina

### Mayores
| Fecha            | Lugar                                            | Rival          | Marcador | Competencia                          | Goles de Colombia                                                                 |
| ---------------- | ------------------------------------------------ | -------------- | -------- | ------------------------------------ | --------------------------------------------------------------------------------- |
| 12 de enero      | Estadio Romelio Martínez, Barranquilla, Colombia | Real Cartagena | 4 : 1    | Amistoso no oficial a puerta cerrada | Miguel Borja · Yaser Asprilla                                                     |
| 12 de enero      | Estadio Romelio Martínez, Barranquilla, Colombia | Junior         | 1 : 1    | Amistoso no oficial a puerta cerrada | Miguel Borja                                                                      |
| 16 de enero      | DRV PNK Stadium, Fort Lauderdale, Estados Unidos | Honduras       | 2 : 1    | Amistoso internacional               | 10' Juan Fernando Quintero · 67' Andrés Colorado                                  |
| 28 de enero      | Estadio Metropolitano, Barranquilla, Colombia    | Perú           | 0 : 1    | Clasificación para la Copa Mundial   | Sin goles                                                                         |
| 1 de febrero     | Estadio Mario Alberto Kempes, Córdoba, Argentina | Argentina      | 0 : 1    | Clasificación para la Copa Mundial   | Sin goles                                                                         |
| 24 de marzo      | Estadio Metropolitano, Barranquilla, Colombia    | Bolivia        | 3 : 0    | Clasificación para la Copa Mundial   | 39' Luis Díaz · 72' Miguel Borja · 90' Mateus Uribe                               |
| 29 de marzo      | Estadio Cachamay, Ciudad Guayana, Venezuela      | Venezuela      | 1 : 0    | Clasificación para la Copa Mundial   | 45+4' (pen.) James Rodríguez                                                      |
| 5 de junio       | Estadio Enrique Roca, Murcia, España             | Arabia Saudita | 1 : 0    | Amistoso                             | 8' Rafael Borré                                                                   |
| 24 de septiembre | Red Bull Arena, Harrison, Estados Unidos         | Guatemala      | 4 : 1    | Amistoso                             | 39' James Rodríguez · 56' Luis Sinisterra · 76' Rafael Borré · 88' Yaser Asprilla |
| 27 de septiembre | Levi's Stadium, Santa Clara, Estados Unidos      | México         | 3 : 2    | Amistoso                             | 48', 51' Luis Sinisterra · 67' Wilmar Barrios                                     |
| 19 de noviembre  | DRV PNK Stadium, Fort Lauderdale, Estados Unidos | Paraguay       | 2 : 0    | Amistoso                             | 14' Davinson Sánchez · 75' Radamel Falcao                                         |

### Sub-20
| Fecha            | Lugar                                                               | Rival                | Marcador          | Competencia                          | Goles de Colombia                                                               |
| ---------------- | ------------------------------------------------------------------- | -------------------- | ----------------- | ------------------------------------ | ------------------------------------------------------------------------------- |
| 31 de mayo       | Stade Parsemain, Fos-sur-Mer, Francia                               | Comoras              | 1 : 1 (4 : 5 pen) | Torneo Maurice Revello               | 5' Alexis Castillo                                                              |
| 3 de junio       | Stade Parsemain, Fos-sur-Mer, Francia                               | Argelia              | 2 : 1             | Torneo Maurice Revello               | 67' Jhon Vélez · 87' Alexis Castillo                                            |
| 6 de junio       | Stade Parsemain, Fos-sur-Mer, Francia                               | Japón                | 2 : 1             | Torneo Maurice Revello               | 47' Gustavo Puerta · 61' Jorge Hurtado                                          |
| 9 de junio       | Stade d'Honneur Marcel Roustan, Salon-de-Provence, Francia          | Venezuela            | 0 : 0 (4 : 5 pen) | Torneo Maurice Revello               | Sin goles                                                                       |
| 12 de junio      | Stade d'Honneur Marcel Roustan, Salon-de-Provence, Francia          | México               | 0 : 2             | Torneo Maurice Revello               | Sin goles                                                                       |
| 24 de septiembre | Estadio Cibao FC, Santiago, República Dominicana                    | República Dominicana | 1 : 0             | Amistoso internacional               | 12' Óscar Cortés                                                                |
| 27 de septiembre | Estadio Olímpico Félix Sánchez, Santo Domingo, República Dominicana | República Dominicana | 4 : 0             | Amistoso internacional               | 10' Óscar Cortés · 45' Jayder Asprilla · 82' Gustavo Puerta · 84' José Palacios |
| 4 de octubre     | Complejo de Fútbol, Asunción, Paraguay                              | Ecuador              | 2 : 3             | Juegos Suramericanos                 | 3' Alexis Castillo · 8' Gustavo Puerta                                          |
| 6 de octubre     | Complejo de Fútbol, Asunción, Paraguay                              | Argentina            | 2 : 0             | Juegos Suramericanos                 | 71', 90' Miguel Monsalve                                                        |
| 8 de octubre     | Complejo de Fútbol, Asunción, Paraguay                              | Chile                | 3 : 0             | Juegos Suramericanos                 | 5' Miguel Monsalve · 66' José Mulato · 77' Sebastián Girado                     |
| 10 de octubre    | Complejo de Fútbol, Asunción, Paraguay                              | Paraguay             | 2 : 4             | Juegos Suramericanos                 | 30' Ricardo Caraballo · 72' Óscar Cortés                                        |
| 12 de octubre    | Complejo de Fútbol, Asunción, Paraguay                              | Uruguay              | 2 : 1             | Juegos Suramericanos                 | 30' Juan Córdoba · 94' Kevin Mantilla                                           |
| 24 de noviembre  | Estadio Metropolitano de Techo, Bogotá, Colombia                    | Ecuador              | 2 : 2             | Amistoso no oficial a puerta cerrada | 16' Daniel Luna · 70' Tomás Ángel                                               |
| 27 de noviembre  | Estadio Metropolitano de Techo, Bogotá, Colombia                    | Ecuador              | 3 : 2             | Amistoso internacional               | 22' Isaac Zuleta · 63' Daniel Luna · 86' Tomás Ángel                            |
| 13 de diciembre  | VIDENA, Lima, Perú                                                  | Perú                 | 1 : 1             | Amistoso internacional               | 25' Ricardo Caraballo                                                           |
| 15 de diciembre  | VIDENA, Lima, Perú                                                  | Perú                 | 0 : 0             | Amistoso internacional               | Sin goles                                                                       |

#### Torneo Maurice Revello
| Equipo                    | Pts. | PJ | PG | PGP | PPP | PP | GF | GC | Dif. | Rend. |
| ------------------------- | ---- | -- | -- | --- | --- | -- | -- | -- | ---- | ----- |
| Selección Colombia sub-20 | 8    | 5  | 2  | 0   | 2   | 1  | 5  | 5  | 0    | 53,3% |

- Resultado final: 4° lugar

#### Juegos Suramericanos
| Equipo                    | Pts. | PJ | PG | PE | PP | GF | GC | Dif. | Rend. |
| ------------------------- | ---- | -- | -- | -- | -- | -- | -- | ---- | ----- |
| Selección Colombia sub-20 | 9    | 5  | 3  | 0  | 2  | 11 | 8  | 3    | 60%   |

- Resultado final: 3° lugar

### Sub-17
| Fecha            | Lugar                                                  | Rival                | Marcador          | Competencia            | Goles de Colombia                                                                    |
| ---------------- | ------------------------------------------------------ | -------------------- | ----------------- | ---------------------- | ------------------------------------------------------------------------------------ |
| 2 de julio       | Estadio Armando Maestre Pavajeau, Valledupar, Colombia | Paraguay             | 0 : 1             | Juegos Bolivarianos    | Sin goles                                                                            |
| 3 de julio       | Estadio Armando Maestre Pavajeau, Valledupar, Colombia | Bolivia              | 0 : 1             | Juegos Bolivarianos    | Sin goles                                                                            |
| 4 de julio       | Estadio Armando Maestre Pavajeau, Valledupar, Colombia | República Dominicana | 5 : 1             | Juegos Bolivarianos    | 12' Óscar Perea · 20' Andrés Alfonso · 40', 55' Rafael Mercado · 66' Hilder Arboleda |
| 24 de agosto     | Centro Deportivo Azul, Santiago, Chile                 | Chile                | 0 : 0 (7 : 6 pen) | Amistoso internacional | Sin goles                                                                            |
| 26 de agosto     | Complejo Juan Pinto Durán, Santiago, Chile             | Chile                | 2 : 0             | Amistoso internacional | Luis Tafur · Jordan Barrera                                                          |
| 22 de septiembre | Estadio Rodrigo Paz Delgado, Quito, Ecuador            | Ecuador              | 1 : 2             | Amistoso internacional | Elyer Arizala                                                                        |
| 25 de septiembre | Estadio Rodrigo Paz Delgado, Quito, Ecuador            | Ecuador              | 3 : 3             | Amistoso internacional | Nicola Profeta · Andy Batioja                                                        |
| 13 de diciembre  | CARFEM, Asunción, Paraguay                             | Paraguay             | 0 : 0             | Copa Joaju             | Sin goles                                                                            |
| 15 de diciembre  | CARFEM, Asunción, Paraguay                             | Japón                | 1 : 0             | Copa Joaju             | 90+3' Nicola Profeta                                                                 |
| 17 de diciembre  | CARFEM, Asunción, Paraguay                             | Chile                | 2 : 2             | Copa Joaju             | 32' Andy Batioja · 42' Jordan Barrera                                                |

#### Juegos Bolivarianos
| Equipo                    | Pts. | PJ | PG | PE | PP | GF | GC | Dif. | Rend. |
| ------------------------- | ---- | -- | -- | -- | -- | -- | -- | ---- | ----- |
| Selección Colombia sub-17 | 3    | 3  | 1  | 0  | 2  | 5  | 3  | 2    | 33,3% |

- Resultado final: 3° lugar

## Selección nacional femenina

### Mayores
| Fecha           | Lugar                                                     | Rival          | Marcador | Competencia                          | Goles de Colombia                                                              |
| --------------- | --------------------------------------------------------- | -------------- | -------- | ------------------------------------ | ------------------------------------------------------------------------------ |
| 20 de febrero   | Estadio Pascual Guerrero · Cali, Colombia                 | Argentina      | 2 : 2    | Amistoso internacional               | 45+1' Catalina Usme · 87' Mayra Ramírez                                        |
| 23 de febrero   | Estadio Alfonso López, Bucaramanga, Colombia              | Argentina      | 0 : 0    | Amistoso internacional               | Sin goles                                                                      |
| 9 de abril      | Estadio Pascual Guerrero, Cali, Colombia                  | Venezuela      | 2 : 2    | Amistoso internacional               | 17', 54' Leicy Santos                                                          |
| 12 de abril     | Estadio Pascual Guerrero, Cali, Colombia                  | Venezuela      | 0 : 0    | Amistoso no oficial a puerta cerrada | Sin goles                                                                      |
| 25 de junio     | Dick's Sporting Goods Park, Commerce City, Estados Unidos | Estados Unidos | 0 : 3    | Amistoso internacional               | Sin goles                                                                      |
| 28 de junio     | Rio Tinto Stadium, Sandy, Estados Unidos                  | Estados Unidos | 0 : 2    | Amistoso internacional               | Sin goles                                                                      |
| 8 de julio      | Estadio Pascual Guerrero, Cali, Colombia                  | Paraguay       | 4 : 2    | Copa América                         | 22', 59' Daniela Montoya · 33' Mayra Ramírez · 82' Manuela Vanegas             |
| 11 de julio     | Estadio Pascual Guerrero, Cali, Colombia                  | Bolivia        | 3 : 0    | Copa América                         | 20' Leicy Santos · 69' Ericka Morales · 78' Daniela Arias                      |
| 17 de julio     | Estadio Pascual Guerrero, Cali, Colombia                  | Ecuador        | 2 : 1    | Copa América                         | 30' Mayra Ramírez · 45' Linda Caicedo                                          |
| 20 de julio     | Estadio Centenario, Armenia, Colombia                     | Chile          | 4 : 0    | Copa América                         | 4' Catalina Usme · 11' Daniela Arias · 37' Manuela Vanegas · 41' Liana Salazar |
| 25 de julio     | Estadio Alfonso López, Bucaramanga, Colombia              | Argentina      | 1 : 0    | Copa América                         | 63' Linda Caicedo                                                              |
| 30 de julio     | Estadio Alfonso López, Bucaramanga, Colombia              | Brasil         | 0 : 1    | Copa América                         | Sin goles                                                                      |
| 3 de septiembre | Estadio Deportivo Cali, Palmira, Colombia                 | Costa Rica     | 1 : 0    | Amistoso a puerta cerrada            | 84' Catalina Usme                                                              |
| 6 de septiembre | Estadio Pascual Guerrero · Cali, Colombia                 | Costa Rica     | 2 : 0    | Amistoso internacional               | 37' Catalina Usme · 71' Linda Caicedo                                          |
| 8 de octubre    | Estadio Deportivo Cali, Palmira, Colombia                 | Paraguay       | 1 : 0    | Amistoso a puerta cerrada            | 32' Ivonne Chacón                                                              |
| 11 de octubre   | Estadio Pascual Guerrero · Cali, Colombia                 | Paraguay       | 4 : 0    | Amistoso internacional               | 3' Ivonne Chacón · 29' Manuela Vanegas · 73', 78' Leicy Santos                 |
| 12 de noviembre | Estadio Pascual Guerrero · Cali, Colombia                 | Zambia         | 1 : 0    | Amistoso internacional               | 5' Mayra Ramírez                                                               |
| 15 de noviembre | Estadio Pascual Guerrero · Cali, Colombia                 | Zambia         | 1 : 0    | Amistoso internacional               | 20' Mayra Ramírez                                                              |

#### Copa América Femenina
| Equipo             | Pts. | PJ | PG | PE | PP | GF | GC | Dif. | Rend. |
| ------------------ | ---- | -- | -- | -- | -- | -- | -- | ---- | ----- |
| Selección Colombia | 15   | 6  | 5  | 0  | 1  | 14 | 4  | 10   | 83,3% |

- Resultado final: Subcampeón

### Sub-20
| Fecha         | Lugar                                                     | Rival         | Marcador | Competencia            | Goles de Colombia                                                                                           |
| ------------- | --------------------------------------------------------- | ------------- | -------- | ---------------------- | --- |
| 3 de marzo    | Estadio Nacional, San José, Costa Rica                    | Costa Rica    | 3 : 2    | Amistoso internacional | 47', 52' María Camila Reyes · 65' Kaily Sizo                                                                |
| 6 de marzo    | Estadio Alejandro Morera Soto, Alajuela, Costa Rica       | Costa Rica    | 2 : 0    | Amistoso internacional | 62' Gabriela Ureña · 90+1' María Llerena                                                                    |
| 8 de abril    | Estadio Municipal Nicolás Chahuán Nazar, La Calera, Chile | Argentina     | 0 : 0    | Sudamericano Sub-20    | Sin goles                                                                                                   |
| 10 de abril   | Estadio Municipal Nicolás Chahuán Nazar, La Calera, Chile | Venezuela     | 1 : 1    | Sudamericano Sub-20    | 51' Gisela Robledo                                                                                          |
| 12 de abril   | Estadio Municipal Nicolás Chahuán Nazar, La Calera, Chile | Perú          | 5 : 0    | Sudamericano Sub-20    | 6' Gabriela Rodríguez · 22' Gisela Robledo · 33' María Camila Reyes · 58' Kelly Caicedo · 66' Mariana Muñoz |
| 14 de abril   | Estadio Municipal Nicolás Chahuán Nazar, La Calera, Chile | Chile         | 1 : 0    | Sudamericano Sub-20    | 4' Gisela Robledo                                                                                           |
| 18 de abril   | Estadio Municipal Nicolás Chahuán Nazar, La Calera, Chile | Brasil        | 0 : 3    | Sudamericano Sub-20    | Sin goles                                                                                                   |
| 21 de abril   | Estadio Municipal Nicolás Chahuán Nazar, La Calera, Chile | Venezuela     | 3 : 0    | Sudamericano Sub-20    | 36', 90+3' Gisela Robledo · 77' Ingrid Guerra                                                               |
| 24 de abril   | Estadio Municipal Nicolás Chahuán Nazar, La Calera, Chile | Uruguay       | 3 : 0    | Sudamericano Sub-20    | 6' Ilana Izquierdo · 16', 31' Gisela Robledo                                                                |
| 26 de junio   | Estadio Armando Maestre Pavajeau, Valledupar, Colombia    | Panamá        | 4 : 1    | Juegos Bolivarianos    | 1' Ilana Izquierdo · 10', 72' Gisela Robledo · 20' Liced Serna                                              |
| 27 de junio   | Estadio Armando Maestre Pavajeau, Valledupar, Colombia    | Paraguay      | 4 : 0    | Juegos Bolivarianos    | 24' Ilana Izquierdo · 35' Gisela Robledo · 52' Liced Serna · 68' Gabriela Rodríguez                         |
| 28 de junio   | Estadio Armando Maestre Pavajeau, Valledupar, Colombia    | Venezuela     | 3 : 0    | Juegos Bolivarianos    | 13' Ilana Izquierdo · 25', 37' Gabriela Rodríguez                                                           |
| 10 de agosto  | Estadio Alejandro Morera Soto, Alajuela, Costa Rica       | Alemania      | 1 : 0    | Mundial Sub-20         | 87' Mariana Muñoz                                                                                           |
| 13 de agosto  | Estadio Nacional, San José, Costa Rica                    | México        | 0 : 0    | Mundial Sub-20         | Sin goles                                                                                                   |
| 16 de agosto  | Estadio Nacional, San José, Costa Rica                    | Nueva Zelanda | 2 : 2    | Mundial Sub-20         | 10', 63' Linda Caicedo                                                                                      |
| 20 de agosto  | Estadio Nacional, San José, Costa Rica                    | Brasil        | 0 : 1    | Mundial Sub-20         | Sin goles                                                                                                   |
| 7 de octubre  | Complejo de Fútbol, Asunción, Paraguay                    | Uruguay       | 0 : 2    | Juegos Suramericanos   | Sin goles                                                                                                   |
| 9 de octubre  | Complejo de Fútbol, Asunción, Paraguay                    | Argentina     | 2 : 1    | Juegos Suramericanos   | 74' Yunaira López · 86' Ledys Calvo                                                                         |
| 11 de octubre | Complejo de Fútbol, Asunción, Paraguay                    | Paraguay      | 1 : 0    | Juegos Suramericanos   | 27' María Camila Reyes                                                                                      |

#### Juegos Bolivarianos
| Equipo                    | Pts. | PJ | PG | PE | PP | GF | GC | Dif. | Rend. |
| ------------------------- | ---- | -- | -- | -- | -- | -- | -- | ---- | ----- |
| Selección Colombia Sub-20 | 9    | 3  | 3  | 0  | 0  | 11 | 1  | 10   | 100%  |

- Resultado final: Campeón

#### Campeonato Sudamericano Femenino de Fútbol Sub-20
| Equipo                    | Pts. | PJ | PG | PE | PP | GF | GC | Dif. | Rend. |
| ------------------------- | ---- | -- | -- | -- | -- | -- | -- | ---- | ----- |
| Selección Colombia Sub-20 | 14   | 7  | 4  | 2  | 1  | 13 | 4  | 9    | 66,7% |

- Resultado final: Subcampeón

#### Copa Mundial Femenina de Fútbol Sub-20
| Equipo                    | Pts. | PJ | PG | PE | PP | GF | GC | Dif. | Rend. |
| ------------------------- | ---- | -- | -- | -- | -- | -- | -- | ---- | ----- |
| Selección Colombia Sub-20 | 5    | 4  | 1  | 2  | 1  | 3  | 3  | 0    | 41,6% |

- Resultado final: Cuartos de final

#### Juegos Suramericanos
| Equipo                    | Pts. | PJ | PG | PE | PP | GF | GC | Dif. | Rend. |
| ------------------------- | ---- | -- | -- | -- | -- | -- | -- | ---- | ----- |
| Selección Colombia Sub-20 | 6    | 3  | 2  | 0  | 1  | 3  | 3  | 0    | 66,6% |

- Resultado final: 3° lugar

### Sub-17
| Fecha            | Lugar                                            | Rival    | Marcador          | Competencia            | Goles de Colombia                                                                                     |
| ---------------- | ------------------------------------------------ | -------- | ----------------- | ---------------------- | --- |
| 3 de marzo       | Estadio Charrúa, Montevideo, Uruguay             | Perú     | 7 : 0             | Sudamericano Sub-17    | 17', 19' Linda Caicedo · 45+1', 80', 87' Yésica Muñoz · 48' Gabriela Rodríguez · 76' Orianna Quintero |
| 5 de marzo       | Estadio Charrúa, Montevideo, Uruguay             | Chile    | 3 : 1             | Sudamericano Sub-17    | 11' Linda Caicedo · 21' Karla Torres · 35' Juana Ortegón                                              |
| 7 de marzo       | Estadio Charrúa, Montevideo, Uruguay             | Ecuador  | 4 : 0             | Sudamericano Sub-17    | 12' Juanita Escobar · 16' Mary José Álvarez · 39' Karla Torres · 90+1' Ana María Guzmán               |
| 9 de marzo       | Estadio Charrúa, Montevideo, Uruguay             | Uruguay  | 1 : 0             | Sudamericano Sub-17    | 90+2' Karla Torres                                                                                    |
| 13 de marzo      | Estadio Charrúa, Montevideo, Uruguay             | Paraguay | 2 : 0             | Sudamericano Sub-17    | 7' Gabriela Rodríguez · 90+4' Linda Caicedo                                                           |
| 16 de marzo      | Estadio Charrúa, Montevideo, Uruguay             | Chile    | 3 : 0             | Sudamericano Sub-17    | 8' Karla Torres · 75' Linda Caicedo · 80' Sintia Cabezas                                              |
| 19 de marzo      | Estadio Charrúa, Montevideo, Uruguay             | Brasil   | 0 : 1             | Sudamericano Sub-17    | Sin goles                                                                                             |
| 31 de agosto     | Unidad Deportiva Enrique Fernández, León, México | Canadá   | 1 : 0             | W Revelations Cup      | 90+3' Stefanía Perlaza                                                                                |
| 3 de septiembre  | Unidad Deportiva Enrique Fernández, León, México | Chile    | 2 : 1             | W Revelations Cup      | 55' Gabriela Rodríguez · 58' Karla Torres                                                             |
| 6 de septiembre  | Unidad Deportiva Enrique Fernández, León, México | México   | 1 : 1             | W Revelations Cup      | 47' Gabriela Rodríguez                                                                                |
| 25 de septiembre | Estadio Zorros del Desierto, Calama, Chile       | Chile    | 1 : 0             | Amistoso internacional | Orianna Quintero                                                                                      |
| 27 de septiembre | Estadio Zorros del Desierto, Calama, Chile       | Chile    | 1 : 0             | Amistoso internacional | 31' Juana Ortegón                                                                                     |
| 12 de octubre    | Estadio DY Patil, Navi Mumbai, India             | España   | 0 : 1             | Mundial Sub-17         | Sin goles                                                                                             |
| 15 de octubre    | Estadio DY Patil, Navi Mumbai, India             | China    | 2 : 0             | Mundial Sub-17         | 9', 23' Linda Caicedo                                                                                 |
| 18 de octubre    | Estadio Fatorda, Margao, India                   | México   | 2 : 1             | Mundial Sub-17         | 41' Juana Ortegón · 74' Linda Caicedo                                                                 |
| 22 de octubre    | Estadio Fatorda, Margao, India                   | Tanzania | 3 : 0             | Mundial Sub-17         | 3' Linda Caicedo · 17' Yésica Muñoz · 36' Gabriela Rodríguez                                          |
| 26 de octubre    | Estadio Fatorda, Margao, India                   | Nigeria  | 0 : 0 (6 : 5 pen) | Mundial Sub-17         | Sin goles                                                                                             |
| 30 de octubre    | Estadio DY Patil, Navi Mumbai, India             | España   | 0 : 1             | Mundial Sub-17         | Sin goles                                                                                             |

#### Campeonato Sudamericano Femenino de Fútbol Sub-17
| Equipo                    | Pts. | PJ | PG | PE | PP | GF | GC | Dif. | Rend. |
| ------------------------- | ---- | -- | -- | -- | -- | -- | -- | ---- | ----- |
| Selección Colombia Sub-17 | 18   | 7  | 6  | 0  | 1  | 20 | 2  | 18   | 85,7% |

- Resultado final: Subcampeón

#### Copa Mundial Femenina de Fútbol Sub-17
| Equipo                    | Pts. | PJ | PG | PE | PP | GF | GC | Dif. | Rend. |
| ------------------------- | ---- | -- | -- | -- | -- | -- | -- | ---- | ----- |
| Selección Colombia Sub-17 | 10   | 6  | 3  | 1  | 2  | 7  | 3  | 4    | 55,5% |

- Resultado final: Subcampeón